# Steeve Meslien
Steeve Meslien est un footballeur français, international martiniquais, né le 27 décembre 1981 à Trinité. Après avoir passé une grande partie de sa carrière à la Samaritaine de Sainte-Marie, il évolue au poste de défenseur avec la Gauloise de Trinité en R2 Martinique.

## Biographie

### Carrière internationale
Steeve Meslien débute en sélection de Martinique en 2003, à l'âge de 22 ans. Il joue son premier match officiel validé par la FIFA à l'occasion des éliminatoires de la Gold Cup le 20 septembre 2006 contre la Dominique au cours duquel il marque un but.
En 2008, il est présélectionné dans l'équipe de France de beach soccer par Éric Cantona et participera à la phase préparatoire de la coupe du monde sur l'île de la Réunion.

## Palmarès
- Vainqueur de la finale régionale de la Coupe de France en 2007
- Vainqueur de la Ligue Antilles 2008-2009
- Vainqueur de la Coupe de la Martinique en 2017[3]